# John Houston Savage

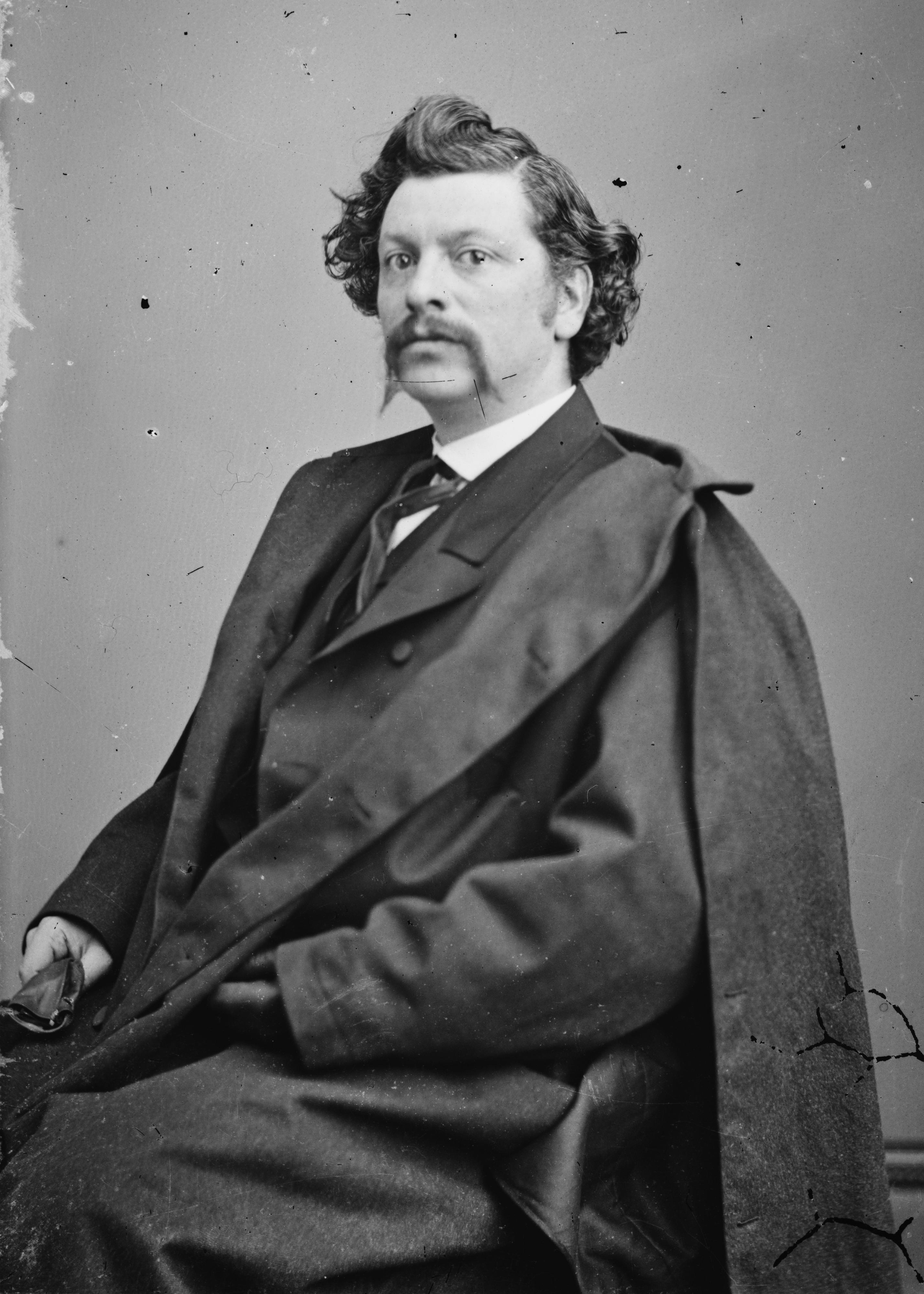
John Houston Savage

John Houston Savage (* 9. Oktober 1815 in McMinnville, Warren County, Tennessee; † 5. April 1904 ebenda) war ein US-amerikanischer Politiker. Zwischen 1849 und 1859 vertrat er zweimal den Bundesstaat Tennessee im US-Repräsentantenhaus.

## Werdegang
John Savage besuchte die öffentlichen Schulen seiner Heimat. Später nahm er als Soldat an einem Krieg gegen die Seminolen teil. Nach einem anschließenden Jurastudium und seiner Zulassung als Rechtsanwalt begann er in Smithville in seinem neuen Beruf zu arbeiten. Von 1841 bis 1847 fungierte er als Staatsanwalt im vierten Gerichtsbezirk von Tennessee. Außerdem war er Oberst der Staatsmiliz. Während des Mexikanisch-Amerikanischen Krieges stieg er vom Major bis zum Oberstleutnant in einer Infanterieeinheit der  US Army auf.
Politisch war Savage Mitglied der Demokratischen Partei. Bei den Kongresswahlen des Jahres 1848 wurde er im vierten Wahlbezirk von Tennessee in das US-Repräsentantenhaus in Washington, D.C. gewählt, wo er am 4. März 1849 die Nachfolge von Hugh Lawson White Hill antrat. Nach einer Wiederwahl konnte er bis zum 3. März 1853 zwei Legislaturperioden im Kongress absolvieren. 1852 verzichtete er auf eine Kandidatur. Bei den Wahlen des Jahres 1854 wurde er erneut in den Kongress gewählt, wo er am 4. März 1855 William Cullom ablöste, der zwei Jahre zuvor sein Nachfolger geworden war. Bis zum 3. März 1859 absolvierte Savage zwei weitere Legislaturperioden, die von den Ereignissen und Diskussionen im Vorfeld des Bürgerkrieges geprägt waren.
Während des Bürgerkrieges war John Savage Oberst im Heer der Konföderation. Nach dem Krieg setzte er seine politische Laufbahn auf Staatsebene fort. Von 1877 bis 1879 sowie nochmals zwischen 1887 und 1891 war er Abgeordneter im Repräsentantenhaus von Tennessee. Außerdem gehörte er zwischen 1879 und 1881 dem Staatssenat an. John Savage starb am 5. April 1904 in McMinnville.